# هارالد فيليب
هارالد فيليب (بالألمانية: Harald Philipp)‏ هو منتج أفلام وكاتب سيناريو ومخرج وممثل ألماني، ولد في 24 أبريل 1921 في ألمانيا، وتوفي بنفس المكان في 5 يوليو 1999.

## وصلات خارجية
- هارالد فيليب على موقع IMDb (الإنجليزية)
- هارالد فيليب على موقع ألو سيني (الفرنسية)
- هارالد فيليب على موقع أول موفي (الإنجليزية)
- هارالد فيليب على موقع قاعدة بيانات الأفلام السويدية (السويدية)
- هارالد فيليب على موقع قاعدة بيانات الفيلم (الإنجليزية)
- هارالد فيليب على موقع كينوبويسك (الروسية)